# Eric Khoo
Eric Khoo (邱金海, Singapur, 27 de març de 1965) és un director, guionista i productor de cinema de Singapur.

## Biografia
Eric Khoo es va interessar pel cinema molt aviat i als vuit anys va rodar petites pel·lícules amb la càmera Super 8 de la seva mare. Aquesta passió el va portar llavors a matricular-se al City Art Institute de la Universitat de Nova Gal·les del Sud a Sydney, Austràlia. Està marcat per Spaghetti Western, per Taxi Driver i per cineastes tan diversos com Aki Kaurismäki, Krzysztof Kieślowski, Shin'ya Tsukamoto i Steven Spielberg.
De tornada a Singapur, el 1990 va dirigir el curtmetratge Barbie Digs Joe, que es va convertir en la primera pel·lícula de Singapur que es va presentar a festivals internacionals. Va continuar amb August, que va guanyar el premi al millor curtmetratge al Festival Internacional de Singapur, després amb Carcass i Symphony 92.4. Però només amb Pain va aconseguir veritablement l'èxit.
Després va dirigir els seus dos primers llargmetratges, el drama psicològic Mee Pok Man el 1995 i12 Storeys el 1997, que li va permetre consolidar-se com un dels directors asiàtics més prometedors. Va tornar el 2005 amb Be with Me, molt destacat en la seva projecció al Festival de Cinema de Cannes com a part de la Quinzena dels Directors.
Khoo també ha produït nombrosos vídeos musicals i anuncis de televisió.

## Filmografia

### Llargmetratges
- 1995 : Mee Pok Man
- 1997 : 12 Storeys
- 2005 : Be with Me
- 2008 : My Magic
- 2011 : Tatsumi
- 2015 : 7 Letters, segment Cinema
- 2015 : In the Room
- 2018 : Ramen Teh
- 2024 : Spirit World

### Curtmetratges i clips
- 1990 : Barbie Digs Joe
- 1991 : Hope and Requiem
- 1991 : August
- 1993 : Symphony 92.4 FM
- 1993 : The Watchman
- 1994 : Pain
- 2000 : Home VDO
- 2000 : Moments of Magic - clip
- 2006 : Talk to Her (pel·lícula col·lectiva) - segment No Day Off
- 2015 : 7 Letters (pel·lícula col·lectiva) - segment

## Distincions
- Festival de Cinema de Torí (2005): Premi al millor director
- Festival Internacional de Cinema de Friburg 2009 : Regard d'or per My Magic
- XLIV Festival Internacional de Cinema Fantàstic de Catalunya (2011) : Premi Gertie al millor llargmetratge d'animació per Tatsumi[3]